# ایلیورو پاردس
ایلیورو پاردس (اسپانیایی: Elioro Paredes‎؛ زادهٔ ۱۹ فوریهٔ ۱۹۲۱ - درگذشته نامشخص) بازیکن فوتبال اهل پاراگوئه بود.
وی همچنین در تیم ملی فوتبال پاراگوئه بازی کرده‌است.